# Zebrykowe
Zebrykowe (ukrainisch Цебрикове; russisch Цебриково Zebrikowo, deutsch Hoffnungstal oder Hoffnungsthal) ist eine Siedlung städtischen Typs  mit etwa 2.900 Einwohnern im Rajon Rosdilna, Oblast Odessa in der Ukraine. Sie liegt etwa 50 Kilometer östlich von Tiraspol und etwa 90 Kilometer nordwestlich von Odessa.

## Geschichte

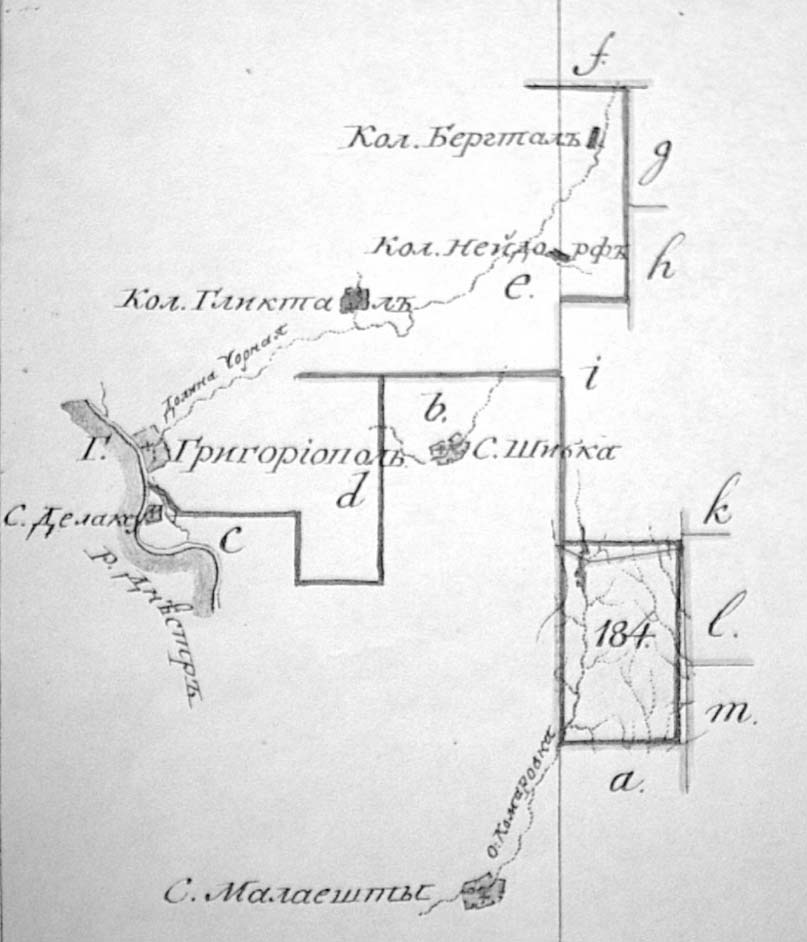
Plan des Kolonistenbezirks Glückstal von 1809

Die Kolonie Hoffnungsthal entstand 1819 im ukrainischen Sprachgebiet durch deutsche Auswanderer aus Württemberg. Diese waren zwei Jahre zuvor in dem kleinen Dorfe Zebrik im Tal des Malyj Kujalnyk im Gouvernement Cherson, Tiraspoler Kreis angekommen und erhielten Land zur Besiedlung des zuvor von bulgarischen Kolonisten errichteten und unvollendeten Ortes. Das zum Kolonistenbezirk Glückstal zählende Hoffnungstal erhielt 1835 das Marktrecht und 1847 wurde die erste Kirche errichtet. 1848 lebten 850 Menschen im Ort. Die Bewohner gehörten zur Volksgruppe der Schwarzmeerdeutschen.
Beim Näherrücken der Roten Armee erfolgte am 18. März 1944 die Aussiedlung der deutschstämmigen Bevölkerung. 1961 wurde dem Dorf der Status einer Siedlung städtischen Typs zuerkannt.

## Verwaltungsgliederung
Am 27. Juni 2017 wurde die Siedlung zum Zentrum der neugegründeten Siedlungsgemeinde Zebrykowe (Цебриківська селищна громада/Zebrykiwska selyschtschna hromada), zu dieser zählen auch noch die 14 in der untenstehenden Tabelle angeführten Dörfer, bis dahin bildete sie zusammen mit den Dörfern Iryniwka, Malozebrykowe, Mardariwka, Nowopawliwka, Noworomaniwka, Oleniwka und Olhynowe die gleichnamige Siedlungsratsgemeinde Zebrykowe (Цебриківська селищна рада/Zebrykiwska selyschtschna rada) im Nordosten des Rajons Welyka Mychajliwka.
Seit dem 17. Juli 2020 ist sie ein Teil des Rajons Rosdilna.
Folgende Orte sind neben dem Hauptort Zebrykowe Teil der Gemeinde:
| Name                     | Name          | Name                          |
| ukrainisch transkribiert | ukrainisch    | russisch                      |
| ------------------------ | ------------- | ----------------------------- |
| Halupowe                 | Галупове      | Галупово (Galupowo)           |
| Iryniwka                 | Іринівка      | Ириновка (Irinowka)           |
| Malozebrykowe            | Малоцебрикове | Малоцебриково (Malozebrikowo) |
| Mardariwka               | Мардарівка    | Мардаровка (Mardarowka)       |
| Nykomawriwka             | Никомаврівка  | Никомавровка (Nikomawrowka)   |
| Nowopawliwka             | Новопавлівка  | Новопавловка (Nowopawlowka)   |
| Noworomaniwka            | Новороманівка | Новоромановка (Noworomanowka) |
| Nowoseliwka              | Новоселівка   | Новосёловка (Nowosjolowka)    |
| Oleniwka                 | Оленівка      | Оленовка (Olenowka)           |
| Olhynowe                 | Ольгинове     | Ольгиново (Olginowo)          |
| Prywilne                 | Привільне     | Привольное (Priwolnoje)       |
| Sachanske                | Саханське     | Саханское (Sachanskoje)       |
| Sokorowe                 | Сокорове      | Сокорово (Sokorowe)           |
| Wyschnewe                | Вишневе       | Вишнёвое (Wischnjowoje)       |

## Persönlichkeiten
- Georg Leibbrandt (1899–1982), NS-Funktionär und Autor, geboren in Hoffnungsthal
- Siegfried Springer, Bischof der Evangelisch-Lutherischen Kirche Europäisches Russland, wuchs im Ort auf
- Immanuel Winkler (1886–1932), Pastor von 1911 bis 1918, Vorsitzender des „Hauptkomitees des Allrussischen Verbandes russischer Bürger deutscher Nationalität“ und Autor
- Igor Jewgenjewitsch Lewitin (* 1952), russischer Politiker, ehemaliger Verkehrsminister